# Pequeño río de los esclavos
El pequeño río de los esclavos (Cree Iyaghchi Eennu Sepe, traducción: "río de la gente extraña" ) es un río en el centro de Alberta, Canadá. Es un importante afluente del río Athabasca.
El pequeño lago de los esclavos y el río fueron los principales vínculos con el distrito de Peace River hasta principios del siglo XX, cuando la construcción del ferrocarril del norte de Alberta facilitó el transporte en la zona fuera de la vía fluvial. 
El río de los Esclavos debe su nombre a una expresión en lenguas atabascanas, «Deh Gah Got'ine», empleada para designar a un grupo dene de las Naciones Originarias de Canadá, los «Slavey», que significa «esclavo» o «extranjero».

## Curso

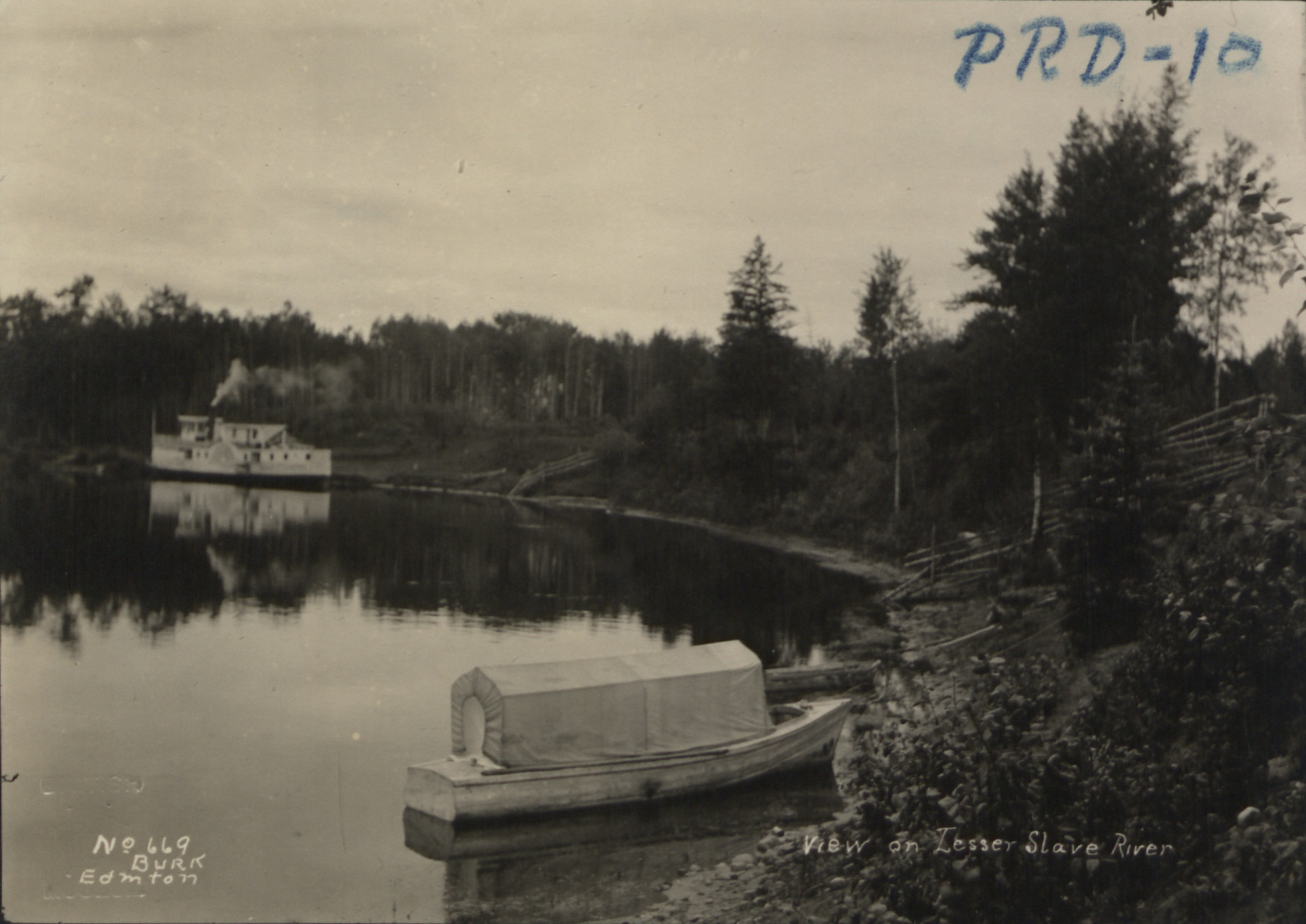
Vista del río, 1911

El río nace en el pequeño lago de los esclavos en la ciudad de Slave Lake. El río es la única salida del lago y cualquier sedimento que sale del lago a través del flujo de agua tomará esa ruta. El caudal promedio en la desembocadura del lago es de 20 m³/s. Fluye hacia el este por 61 kilómetros (37,9 mi), y se fusiona con el río Athabasca a nivel del pueblo de Smith. Desde su cabecera en el río South Heart, tiene una longitud total de más de 280 kilómetros (174 mi).

## Afluentes
A través del lago menor de los esclavos
- Río Assineau
- Río pila de deriva
  - Pequeño río Driftpile
- Río Corazón Sur
  - Río East Prairie, Río West Prairie, Río North Heart
- río marta
- río cisne
  - Río Inverness, Río Moosehorn

Aguas abajo del lago menor de esclavos
- Arroyo Sawridge
- Comiendo arroyo
- Arroyo Mitsue
  - Lago Mitsue, Arroyo Florida
- Arroyo Muskeg
- Río Otauwau
- Río Salteux
- Río madera flotante
  - Río Fawcett